# قانون العمل المعدل في فرنسا

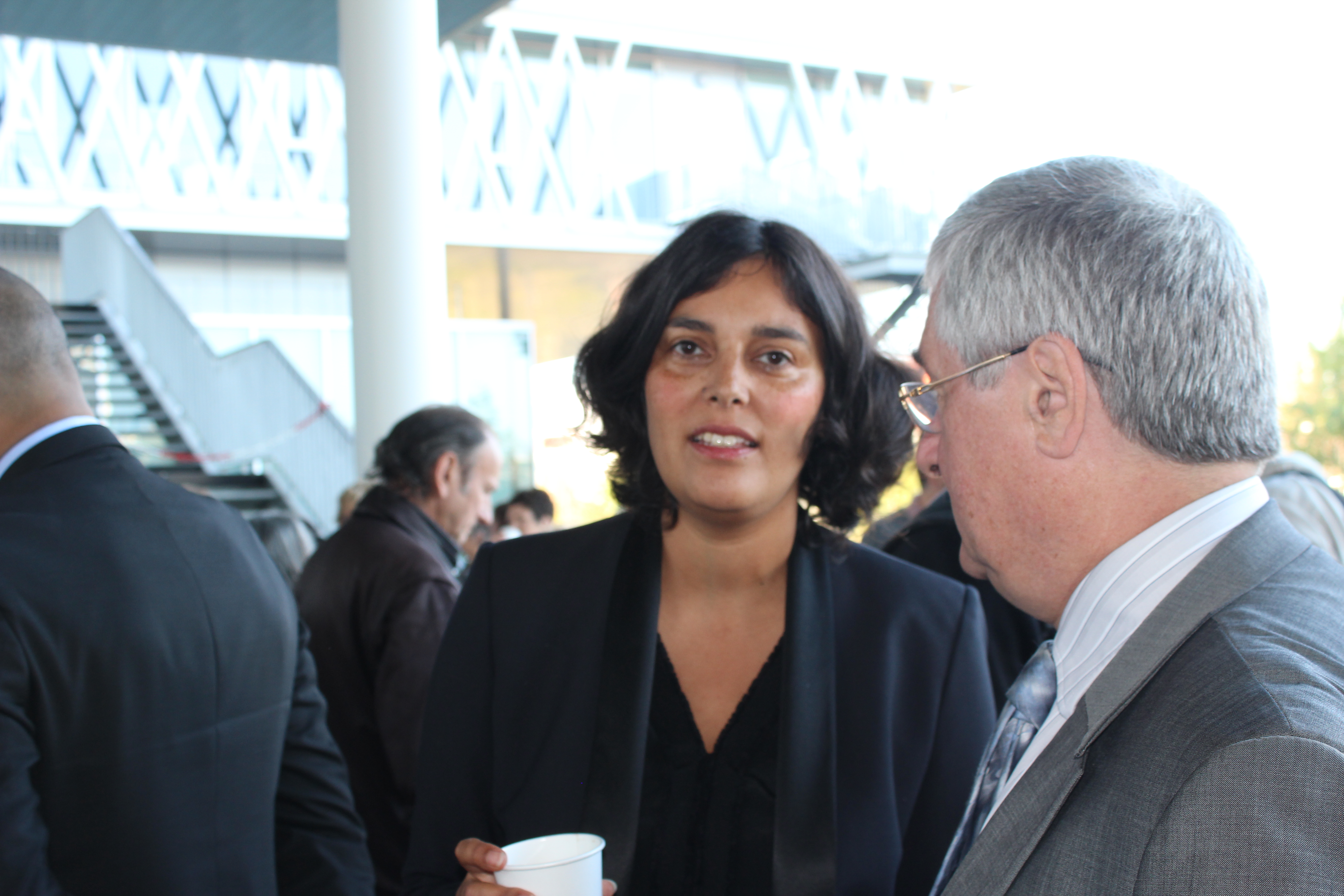
مريم الخمري وزيرة العمل في حكومة مانويل فالس

قانون العمل المعدل في فرنسا بالفرنسية (Loi relative au travail) أو قانون العمل الفرنسي المعدل لعام 2016 أو قانون الخمري، وهو القانون رقم 2016-1088 من 8 آب/ أغسطس 2016 للعمل وتحديث الحوار الاجتماعي والأمن الوظيفي، ويسمى القانون قانون العمل أو قانون مريم الخمري، هو القانون الفرنسي الذي اعتمد في عام 2016 بمبادرة من وزير العمل ميريام الخمري في حكومة مانويل فالس نيابة عن الحكومة. كان اسمه في البداية «مشروع قانون لتأسيس الحريات الجديدة وحماية جديدة للشركات والأصول» و «مشروع قانون تحديث قانون العمل الفرنسي.»

## البداية

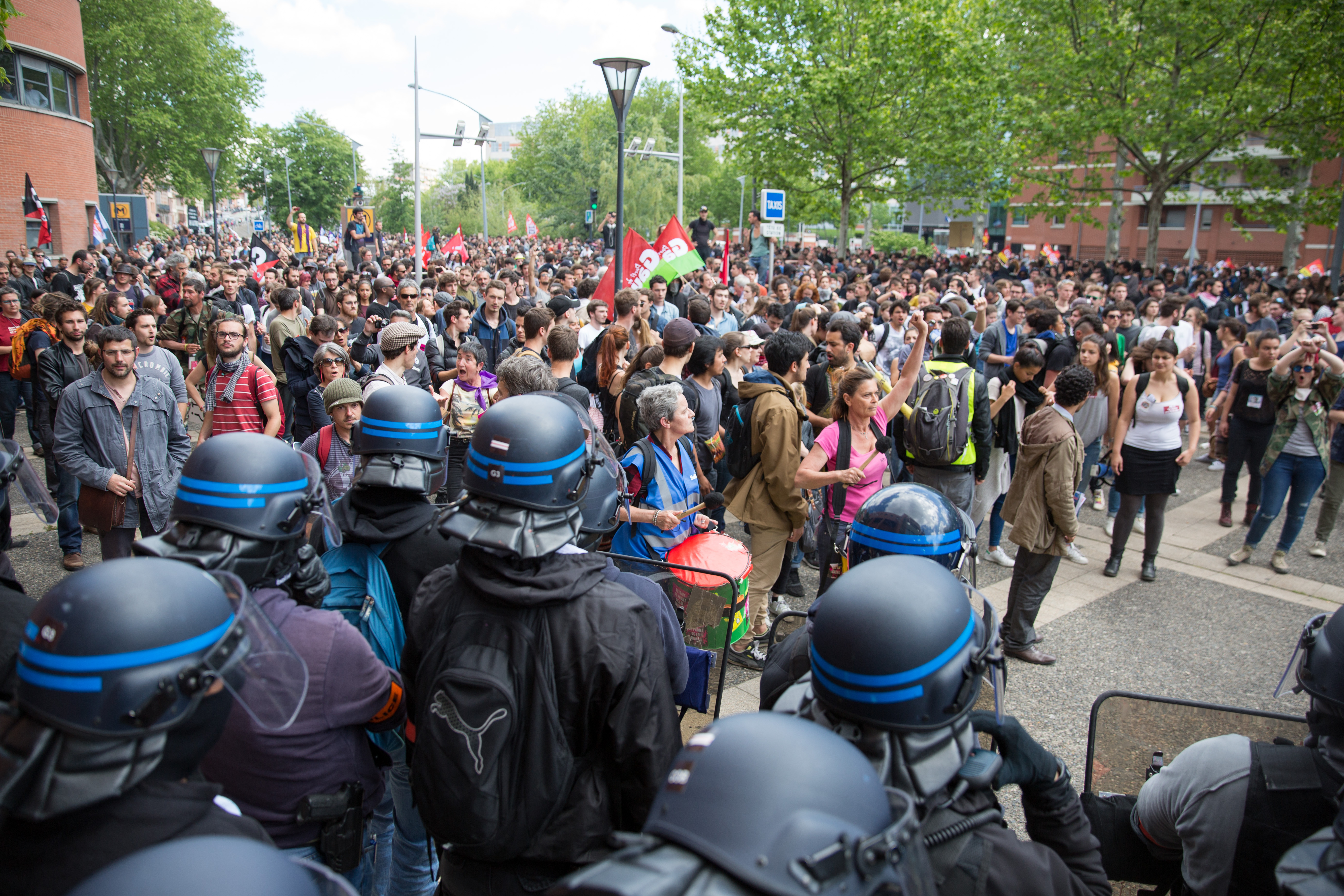
مظاهرة ضد قانون الخمري في 2016.05.31

يقول الكثيرون أن هذا القانون كان في البداية من اقتراح وزير الاقتصاد السابق إيمانويل ماكرون في حكومة فالس ولكنه ترك الحكومة قبل أن يناقش القانون.
وبعد ذلك كُشف النقاب عنه في 17 شباط/ فبراير 2016، ويهدف النص إلى إصلاح قانون العمل، وفقا للحكومة، «لحماية العاملين وتشجيع التوظيف، وإعطاء حرية أكبر للتفاوض في مجال الأعمال التجارية.» كان القانون مدعوماً في البداية من قبل أرباب العمل، بما في ذلك جمعية أرباب العمل الفرنسية أو بالفرنسية (MEDEF)، بينما تعتقد المعارضة أن مشروع القانون سيكون له تأثيراً اقتصادياً ضئيلاً أو معدوماً.

## الاحتجاجات عليه

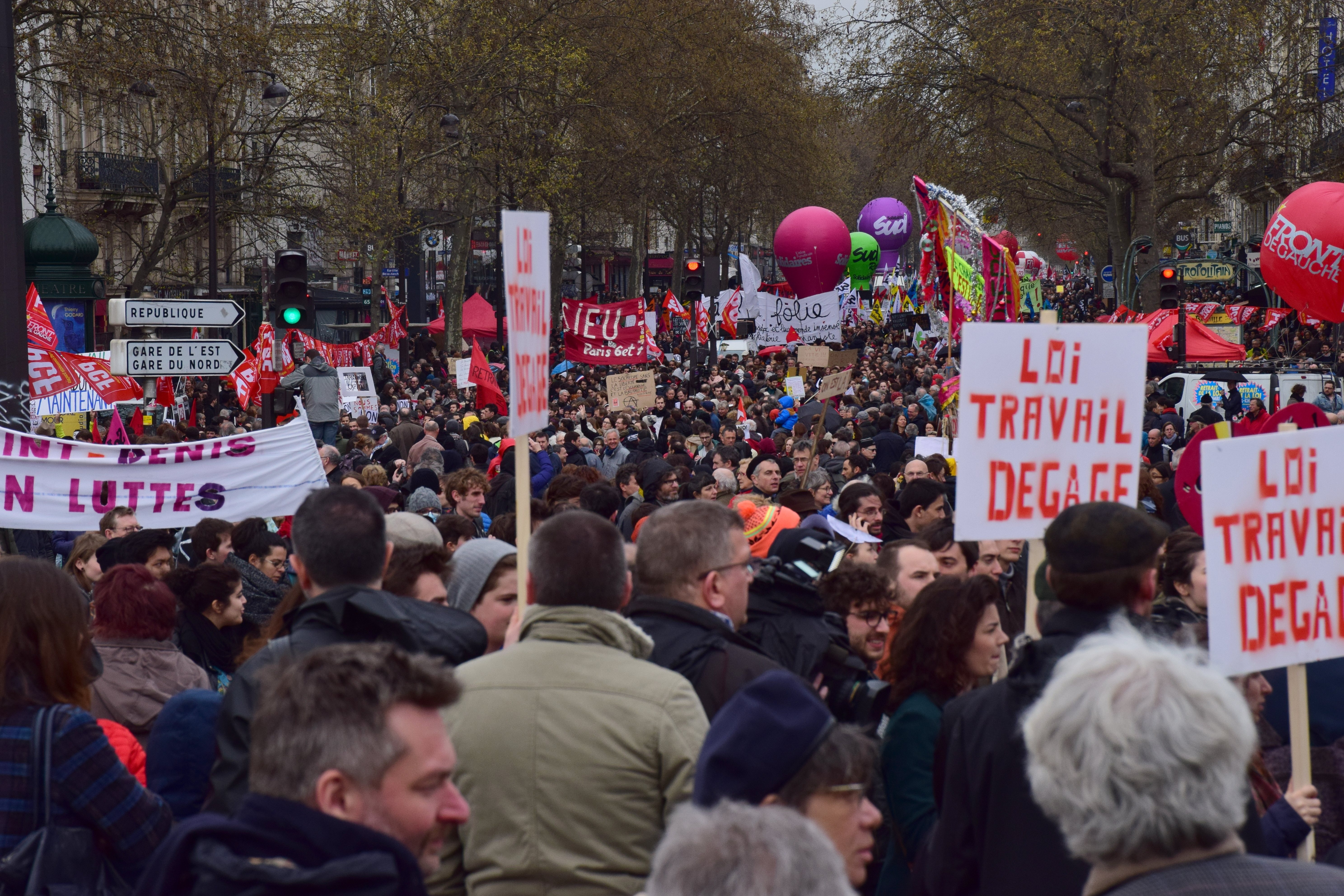
حركة احتجاج كبرى في ليلة وقوف في 9 نيسان 2016

كان مشروع القانون موضوع حركة احتجاج كبرى، مع إضرابات ومظاهرات قامت بها النقابات والمنظمات الطلابية وجزء من اليسار الذين يعتقدون أن الإصلاحات المقترحة هي «عودة سنوات إلى الوراء» فيما يخص حُقوق الموظفين. وكان أكبر احتجاج عيله هو في ليلة وقوف.

## اعتماده
بعد مراجعته من قبل الحكومة، اعتمد النص بدون تصويت في القراءة الأولى من قبل الجمعية الوطنية نتيجة لجوء الحكومة إلى استخدام الفقرة 3 من المادة 49 منالدستور الفرنسي، بسبب الانقسام الذي حصل في الأعلبية البرلمانية التي كانت من المفترض أن تصوت لصالح القانون وتؤيد الحكومة ولكن لم يحصل توافق عليه حتي ضمن الأغلبية المؤيدة للحكومة فلجأت الأخيرة إلى المادة 49 التي تجيز للحكومة تبني قانون دون التصويت. بعد اعتماده من قبل مجلس الشيوخ، اعتمد النص مرة أخرى دون تصويت في الجمعية الوطنية وذلك في قراءة جديدة ونهائية. صدر في 8 آب / أغسطس 2016.